# 1986 في أستراليا
فيما يلي قوائم الأحداث التي وقعت خلال عام 1986 في أستراليا.

## سياسة

### تعيين في المنصب
- 8 فبراير – كارمن لورنس عضو الجمعية التشريعية لأستراليا الغربية.

### انتهاء فترة المنصب
- 8 فبراير – بيتر جونز عضو الجمعية التشريعية لأستراليا الغربية.

## رياضة
- 26 أكتوبر – جائزة أستراليا الكبرى 1986 الفائز ألن بروست.

## برامج ومسلسلات وأنمي
- العودة إلى عدن

## كتب
من الكتب التي صدرت هذه السنة في أستراليا:
- 1 يناير – قدر الطبيعة من تأليف مايكل دنتون.

## مواليد

### يناير
- 22 يناير – مات سيمون

### فبراير
- 13 فبراير – ريس مارتن لاعب كرة سلة أسترالي.
- 19 فبراير – لوك نيفيل لاعب كرة سلة أسترالي.
- 21 فبراير – جيسيكا ماكنامي ممثلة أسترالية.
- 22 فبراير – جوش هلمان
- 22 فبراير – جويل برونكر ملاكم أسترالي.
- 23 فبراير – جوليان قزوح لاعب كرة سلة أسترالي.
- 26 فبراير – تيريزا بالمر ممثلة أسترالية.
- 27 فبراير – سارة روي درّاجة طريق أسترالية.

### مارس
- 19 مارس – دانيال ديلون لاعب كرة سلة أسترالي.
- 19 مارس – صوفي فيرغسون لاعبة كرة مضرب أسترالية.
- 20 مارس – روبي روز فنانة، عارضة أزياء، دي جي وممثلة أسترالية.
- 22 مارس – أندرو باريسيك لاعب كرة قدم أسترالي.
- 26 مارس – جيسيكا هارت عارضة أسترالية.

### أبريل
- 21 أبريل – بيلي كونستانتيندس لاعب كرة قدم أسترالي.
- 30 أبريل – جيسي واجستاف لاعب كرة سلة أسترالي.

### مايو
- 2 مايو – أدريان ستورت لاعب كرة سلة أسترالي.
- 3 مايو – إريك بارتالو لاعب كرة قدم أسترالي.
- 3 مايو – زوي بدوي مغنية أسترالية.
- 28 مايو – جيمس ماير لاعب كرة قدم أسترالي.

### يونيو
- 30 يونيو – كارمن مارتون لاعبة تايكوندو أسترالية.

### يوليو
- 18 يوليو – سيمون كلارك درّاج طريق أسترالي.

### أغسطس
- 28 أغسطس – جيمس دافيسون سائق سيارة سباق أسترالي.

### سبتمبر
- 19 سبتمبر – سالي بيرسون سالي بيرسون ولدت في (19 سبتمبر 1986) عداءة أولمبية أسترالية و بطلة العالم في سباق 100 متر حواجز في زمن قدره 12.

### أكتوبر
- 3 أكتوبر – شانون جولدز لاعبة كرة مضرب أسترالية.
- 10 أكتوبر – ناثان جاوي لاعب كرة سلة أسترالي.
- 20 أكتوبر – ويسلي سولزبيرجر درّاج طريق أسترالي.
- 23 أكتوبر – كاثلين ماكلويد لاعبة كرة سلة أسترالية.
- 30 أكتوبر – آدم جيبسون لاعب كرة سلة أسترالي.

### نوفمبر
- 5 نوفمبر – ماثيو جوس درّاج طريق أسترالي.
- 6 نوفمبر – آدم سوندرز ممثل نمساوي.
- 19 نوفمبر – براد هيل لاعب كرة سلة أسترالي.

### ديسمبر
- 30 ديسمبر – شين بيركنز

## وفيات

### يناير
- 1 يناير – ايلين جود (مواليد 1893) مهندسة معمارية أسترالية.

### نوفمبر
- 23 نوفمبر – جين ماري دالي (مواليد 1897)